# Carl Bang (forfatter)
 Der er flere personer med dette navn, se Carl Bang.
Carl Bang (19. april 1926 i Aabenraa – 30. maj 1998) var en dansk forfatter.
Bang voksede op i Viborg og blev student fra Viborg Katedralskole i 1945. Allerede året efter debuterede han som forfatter med digtsamlingen Vandfald og vindeltrappe, men vendte sig derefter mod romanen som genre. Hans forfatterskab domineres af en række samtidsromaner, som præges af hans sociale engangement på venstrefløjen. Hovedværker er Bytte fra 1977 om middelklassens sexfiksering, Vestberlin-skildringen Fra ilden i asken fra 1960 og Hånden bag hjertet fra 1991, der foregår i en dansk landsby.
Blandt mange anerkendelser kan nævnes at Carl Bang modtog Herman Bangs Mindelegat i 1992. Fra 1981 modtog han Statens Kunstfonds livsvarige ydelse

## Hæder
- 1953: Tipsmidler
- 1955: Egmont H. Petersens Fonds Legat
- 1956: Emma Bærentzens Legat
- 1956: Direktør J.P. Lund og hustru Vilhelmine Bugge's Legat
- 1958: Tipsmidler
- 1961: Frøken Suhrs Forfatterlegat
- 1981: Statens Kunstfonds livsvarige ydelse
- 1986: Henrik Pontoppidans Mindefonds Legat
- 1992: Herman Bangs Mindelegat
- 1993: Poeten Poul Sørensen og fru Susanne Sørensens Legat